# Avessé
Avessé – miejscowość i gmina we Francji, w regionie Kraj Loary, w departamencie Sarthe.
Według danych na rok 1990 gminę zamieszkiwały 282 osoby, a gęstość zaludnienia wynosiła 15 osób/km² (wśród 1504 gmin Kraju Loary Avessé plasuje się na 997. miejscu pod względem liczby ludności, natomiast pod względem powierzchni na miejscu 601.).